# Las Indias negras
Las Indias negras (Les Indes noires), nombre dado por los ingleses a sus minas de hulla, es una novela del escritor francés Julio Verne, aparecida de manera seriada en Le Temps desde el 28 de marzo hasta el 22 de abril de 1877 y como libro el 26 de abril de ese mismo año.
En una mina abandonada se encuentra un yacimiento de carbón que dará trabajo a cientos de familias durante muchos años. Sin embargo, un duende parece rondar la próspera mina.

En esta novela se hace uso de leyendas escocesas, y se trata también sobre la minería (en especial, sobre la explotación de la hulla).

## Argumento
El ingeniero James Starr recibe una carta por medio de su viejo capataz de un viejo empleado suyo, Simon Ford, quien lo invita a la vieja mina Dochart de Aberfoyle. James Starr ya había explotado diez años atrás la zona y la considera agotada. Pero recibe en el mismo instante otra carta sin remitente mediante la que se le amenaza para que no regrese. Starr decide ir a Aberfoyle, y una vez allí es recibido por Harry Ford, hijo de Simon, que lo conduce a la mina, donde habita la familia Ford. 
Al siguiente día van de exploración, y hacen ver a Starr que la vieja mina tiene una galería nueva mucho más grande, y que el obstinado Simon Ford tuvo razón en quedarse. Al poco tiempo, la mina prospera y se crea una ciudad subterránea: la Nueva Aberfoyle. Sin embargo, la tranquilidad de la mina se ve turbada por extraños sucesos.
Esos sucesos parecen afectar a Harry, al que cada vez se ve más retraído. Cuando, en compañía de su amigo Jack Ryan, logra rescatar a una "niña" muy delgada y demacrada llamada Nell (Elena, en algunas ediciones en español). Nell resulta ser una joven de 16 años que siempre ha habitado en la mina y no conoce el mundo exterior. Harry se enamora de ella, pero antes de proponerle matrimonio la lleva al mundo exterior con el fin de que lo conozca. Nell prefiere quedarse en la mina con Harry. 
Impiden la boda extraños sucesos causados por Silfax, que a toda costa pretende evitar el casamiento de su nieta. Silfax fue penitente en la mina y había desaparecido en una incursión. La valentía de los personajes logra impedir que la mina sea destruida por Silfax. Sin embargo, él, preso de locura, desaparece tras tirarse al lago interior. Seis meses después, Harry y Nell se casan.

## Personajes
- Ingeniero James Starr.
- Simon Ford.
- Harry Ford.
- Margaret Ford.
- Jack Ryan.
- Nell (Elena, en algunas ediciones en español).
- Silfax.

## Capítulos
- I Dos cartas contradictorias.
- II Camino hecho.
- III El subsuelo del Reino Unido.
- IV La mina Dochart.
- V La Familia Ford.
- VI Algunos fenómenos inexplicables.
- VII Una experiencia de Simón Ford.
- VIII Una explosión de dinamita.
- IX La Nueva Aberfoyle.
- X La ida y la vuelta.
- XI Les damas de fuego.
- XII Las historias de Jack Ryan.
- XIII Coal City (Ciudad del Carbón).
- XIV Pendiente de un hilo.
- XV Nell en la casa.
- XVI En la escalera oscilante.
- XVII Un amanecer.
- XVIII Del lago Lomond al lago Katrine.
- XIX Una última amenaza.
- XX El penitente.
- XXI La boda de Nell.
- XXII La leyenda del viejo Silfax.

## Comentarios
Las descripciones subterráneas que ofrece esta novela han sido utilizadas como ejemplos de los mensajes masónicos que el autor dejaba en sus novelas.

## Adaptaciones

### Televisión
- 1964: "Las Indias negras" ("Les Indes noires"). Telefilme. Francia. 
  - Guion: Marcel Moussy
  - Dir.: Marcel Bluwal.
  - Int.: Alain Mottet, Georges Poujouly, André Valmy, Jean-Pierre Moulin, Geneviève Fontanel, Paloma Matta, Yvette Etiévant, Christian Barbier, Jean Obé, Henri Marteau Jacques Florence, Robert Monk, Jacques Bouvier, Billy Callaway, Mag-Avril.
  - Música: George Delerue.